# Henry Morley
Henry Forster Morley (Londra, 15 settembre 1822 – 1894) è stato un letterato britannico, studioso di letteratura inglese.

## Vita
Nacque ad Hatton Garden, Londra, figlio di un farmacista, e studiò dapprima in una scuola morava in Germania, e quindi al King's College di Londra. Dopo aver esercitato la professione medica e gestito scuole in diversi posti, nel 1850 si stabilì a Londra, dove decise di dedicarsi professionalmente alla letteratura.
Scrisse in diversi periodici (come Household Words e All the Year Round per Charles Dickens), e, nel periodo 1859–1864 curò l'Examiner. Dal 1865 al 1889 fu professore di letteratura inglese all'University College.

## Opere
Fu autore di varie biografie, tra cui le vite di Bernard Palissy, Cornelius Agrippa, Girolamo Cardano e Clément Marot. Scrisse inoltre le introduzioni a due libri di John Locke - l'edizione 1884 di Due trattati sul governo, e l'edizione 1889 della Lettera sulla tolleranza.
La sua opera principale fu English Writers, in 10 volumi (1864-94), che andava indietro fino a William Shakespeare. La sua First Sketch of English Literature - lo studio per la sua opera principale - aveva raggiunto alla sua morte una circolazione di 34 000 copie.